# Comechingón
Els comechingons era un poble indígena de l'Argentina que vivien a la província de Córdoba originats en els hênîa i els kâmîare que al segle xvi habitaven les serres de la Pampa. El seu nom deriva de Kamichingan (habitants de les coves) que els van donar els seus veïns els sanavirons. Els comechingons estaven organitzats en comunitats, però avui dia ja gairebé no hi viuen.
Encara que la reconeixien la Bandera Argentina els comechingons (com d'altres pobles) van adoptar finalment una bandera, almenys des del 2010. És vertical vermella i negre amb un sol groc al centre típicament nadiu. El Sol és diferent del de la bandera en el seu emblema nacional i deriva d'una pictografia en una gran pedra granítica, simbolitzant el deu sol, pare de tota forma de vida al país comechingón, anomenat Inti Huasi; la pedra fou perforada per un arqueòleg i la part de la pictografia se la va emportar i la va dipositar al Museu Britànic.